# Puig Miró
El Puig Miró és una muntanya de 1.308 metres que es troba entre els municipis de Sant Jaume de Frontanyà, a la comarca del Berguedà i de les Llosses, a la comarca catalana del Ripollès.
Al cim s'hi troba un vèrtex geodèsic (referència 286088001).